# Torpedohallen
A Torpedohallen barnamezős ingatlanfejlesztési projekt Koppenhágában, melynek során egy egykori hajógyári épületből lakásokat alakítottak ki. Az épület a belvárosban, Christianshavn városrészben található, a Holmenhez tartozó Frederiksholm sziget délkeleti részén.

## Történelem
Az épületet 1952-ben húzták fel torpedónaszádok gyártása céljából. Abban az időben egész Holmen a haditengerészet irányítása alá tartozott.

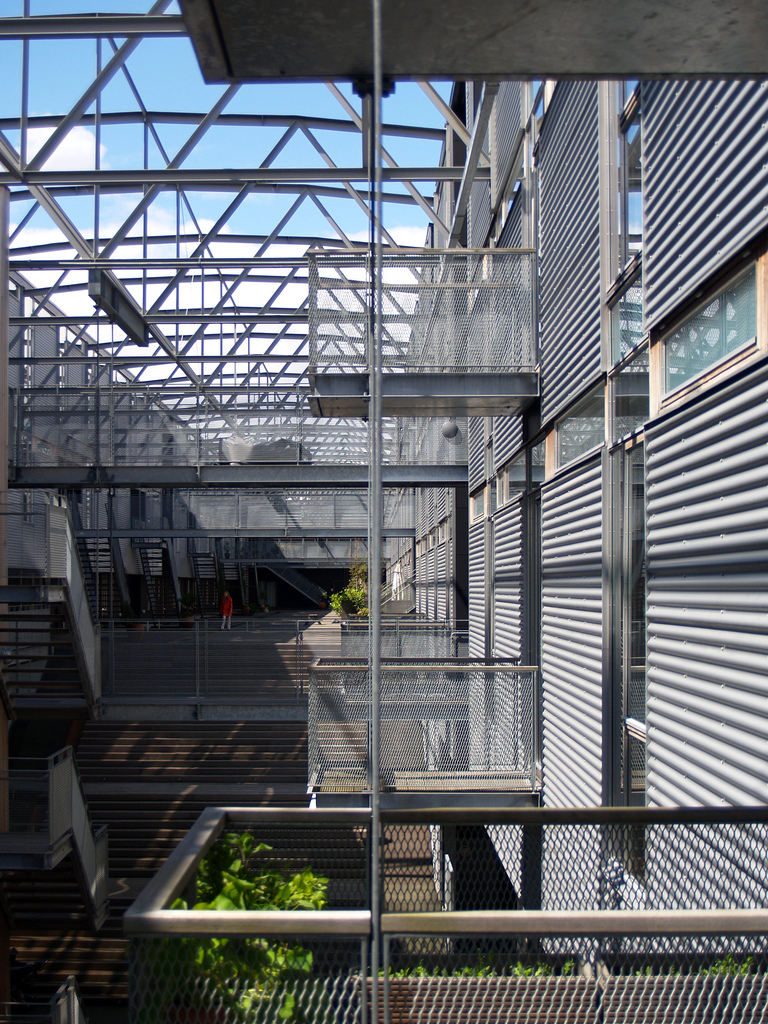
A Torpedohallen belső udvara

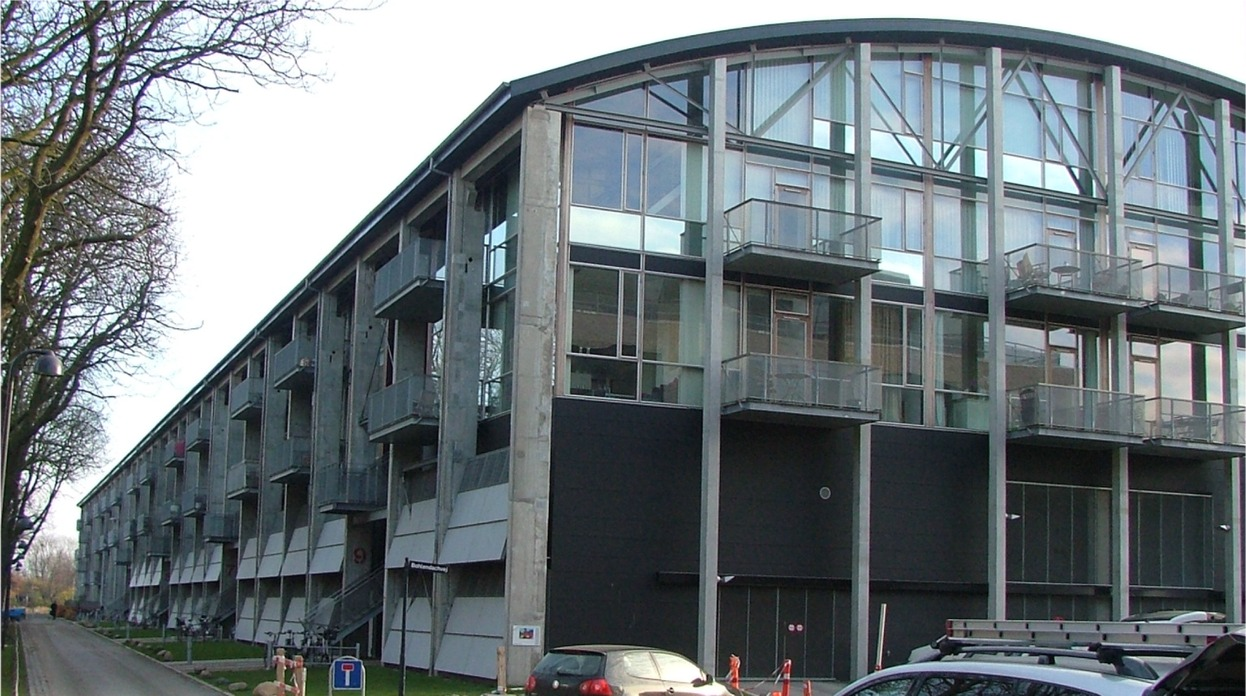
A Torpedohallen kívülről

## Jellemzők
Az épület 160 m hosszú, 33 széles és 17 m magas. Az 1950-es évek építészetére jellemző módon letisztult formák és egyszerű szerkezet jellemzik.
A rekonstrukció és funkcióváltás tervezője Jens Thomas Arnferd építészirodája, a Vandkunsten volt. A tetőt középen kibontották, de a rácsostartókat meghagyták. Az eredeti épületből csak a szerkezetet és az épület karakterét adó puszta beton oszlopok és tartók maradtak meg. A két épületszárny közötti medencét is megtartották, ahol korábban a hajókat bocsátották vízre. Két oldalt két garázs- és két lakószintet alakítottak ki, míg középen félmagasságban lakóutcát létesítettek. Összesen 67 darab egy- és kétszintes, 75–275 m²-es öröklakást alakítottak ki. Az építkezéshez olyan anyagokat használtak, amelyek a tengeri hangulatot idézik fel. Az épület végén széles lépcsősor vezet a tengerhez. A teljes átalakítás 2003-ban zárult le.

### Külső hivatkozások
- Torpedohallen, CopenhagenX városfejlesztési honlap (dán, angol)
- Tegnestuen Vandkunsten – Torpedo Hall Apartments Archiválva 2009. december 1-i dátummal a Wayback Machine-ben, arcspace (angol)
- Torpedo shipyard housing, Vandkunsten (angol)